# Seculier kapittel
Een seculier kapittel is een christelijk bestuurscollege bestaande uit geestelijken, verbonden aan een kathedraal of kapittelkerk. De leden ervan worden seculiere kanunniken of wereldlijke koorheren genoemd. Een seculier kapittel voor adellijke dames werd meestal aangeduid als (dames)stift; de leden ervan zijn seculiere kanunnikessen of stiftsdames; de kerk wordt stiftskerk genoemd. Aan het hoofd van een kapittel of stift staan een proost en een deken. Tot de Franse tijd waren seculiere kapittels vaak machtige instellingen met bezittingen in de verre omtrek. Naast hun geestelijke taken verzorgden ze in veel gevallen het onderwijs aan de kapittel- of kathedraalschool. Adellijke damesstiften hielden zich soms bezig met de opvoeding van welgestelde meisjes.

## Geschiedenis
Vanaf de karolingische periode ontstonden er, naast kloosters en abdijen, kapittels, die verbonden waren aan belangrijke kerken. Meestal betrof dit kerken die in het bezit waren van aansprekende relikwieën, wellicht als gevolg van het voorschrift van vroegmiddeleeuwse concilies dat er pas relieken in een kerk mochten worden ondergebracht indien er geestelijken aanwezig waren om de koorgebeden te verzorgen. Soms kwamen deze gemeenschappen voort uit oudere, door koningen of andere machthebbers gestichte kloosters die werden omgevormd naar kapittels. De ordo canonicus betreffende seculiere kapittels kende zijn eerste formalisering ten tijde van Karel de Grote met de Regel van Chrodegang. Chrodegangs opvolger, Amaury van Metz, vervolledigde deze statuten en liet ze door het Concilie van Aken (816) goedkeuren, waarna ze als Regel van Aken algemene verspreiding vonden. De Luikse bisschop Walcand speelde hierbij een belangrijke rol.

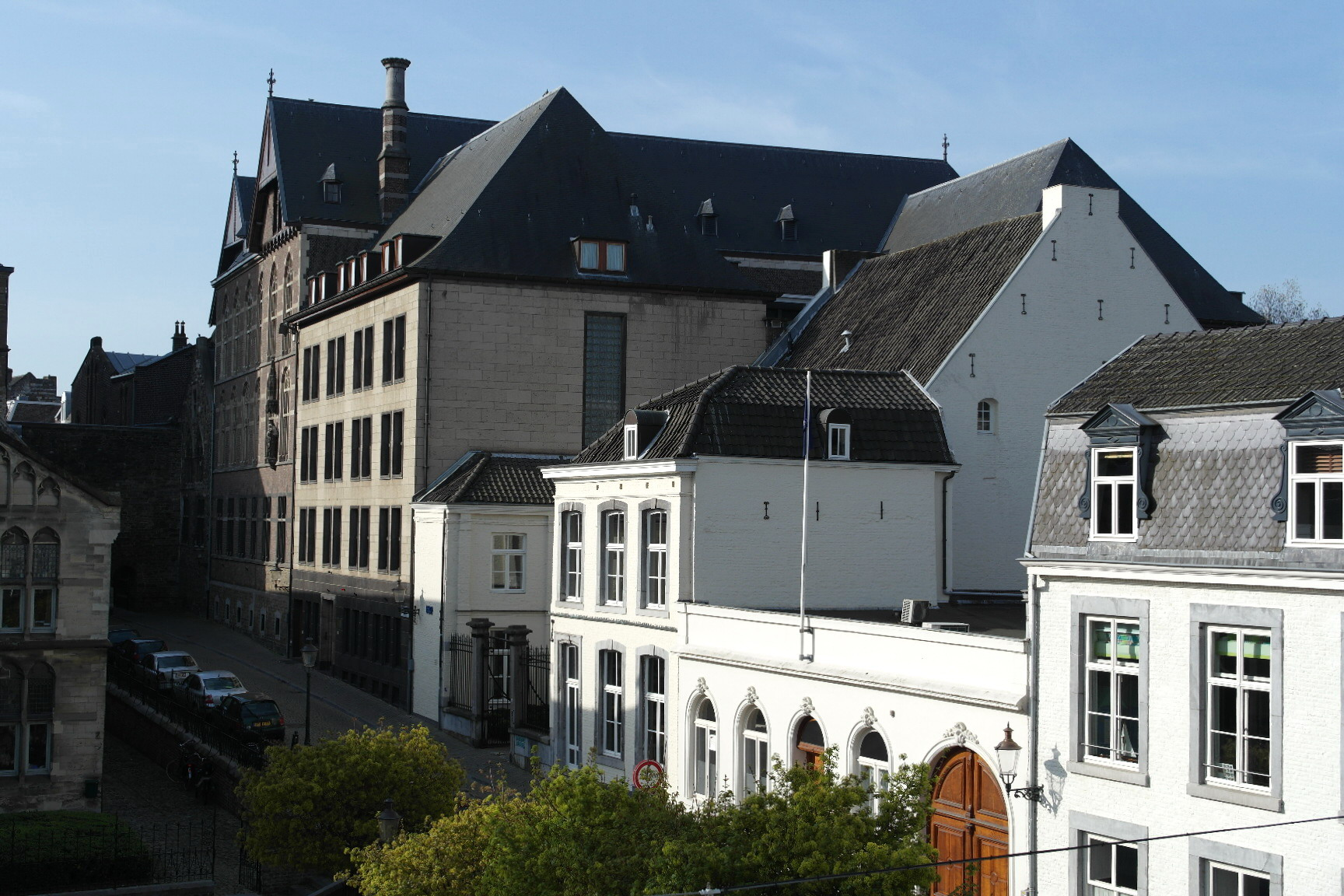
Proosdij en kanunnikenhuizen, Keizer Karelplein, Maastricht

Tijdens de Hoge Middeleeuwen kozen veel seculiere kapittels er voor om de Regel van Aken minder strikt te interpreteren. Dit gaf de kanunniken meer bewegingsruimte, hoewel men nog steeds aan bepaalde regels (onder andere het celibaat) gebonden was. Vanaf de 12e eeuw woonden de meeste kanunniken niet langer gemeenschappelijk, maar in kanunnikenhuizen rondom de kapittelkerk, binnen de zogenaamde 'claustrale singel'. De grotere kapittels lieten in de nabijheid van de kapittelkerk een aparte parochiekerk bouwen, waardoor er een grotere scheiding tussen 'het volk' en de koorheren ontstond. In de 13e eeuw vond bij de meeste kapittels een 'boedelscheiding' plaats tussen de bezittingen van de proost enerzijds (de proosdij) en die van de deken en het kapittel anderzijds.
Veel kapittels werden gezien als gedroomde plaatsen om niet-ervende zonen en dochters uit adellijke families enig aanzien en een gepast inkomen te bezorgen. Dit vaste inkomen (de prebende) kon per kapittel nogal variëren. Een lucratieve prebende kon vrijwel altijd gekocht worden, waarbij de familie als tegenprestatie een som geld, landerijen of andere goederen of inkomsten aan het kapittel overdroeg. Een kapittel kon op die manier tot grote rijkdom komen. Welgestelde families konden zich meerdere prebenden per kind veroorloven. In sommige gevallen werden prebenden al op zeer jonge leeftijd verworven. In een enkel geval veroorzaakte de langdurige afwezigheid van een kanunnik of proost (bijvoorbeeld doordat deze nog te jong was of meerdere functies combineerde) problemen, maar meestal kon dit worden afgekocht.
Sommige kapittels hebben slechts korte tijd bestaan, omdat ze na enige tijd werden omgezet in reguliere kapittels (bijvoorbeeld van augustijner koorheren) of in abdijen of kloosters. In de Noordelijke Nederlanden werden de kapittels tijdens de reformatie opgeheven of omgevormd tot wereldlijke proosdijen, waarbij de Staten het benoemingsrecht van de proosten opeisten. In Duitsland werden diverse adellijke damesstiften voortgezet onder protestants bewind. In de Zuidelijke Nederlanden verdwenen de kapittels pas aan het eind van de 18e eeuw bij de komst van de Franse revolutionaire troepen, waarbij alle bezittingen - inclusief kerken, huizen en landerijen - door de staat werden geconfisqueerd. Na de Franse tijd werden enkele kathedrale kapittels heropgericht.

## Organisatie
Een kerk die een kapittel herbergt, wordt kapittelkerk of collegiale kerk genoemd. Een kathedraal kapittel of domkapittel is verbonden aan de kathedraal van een bisdom. De leden ervan ('domheren') staan de bisschop bij in zijn bestuurstaken en dragen in de regel de nieuwe bisschop voor, in het verleden meestal uit eigen kring.

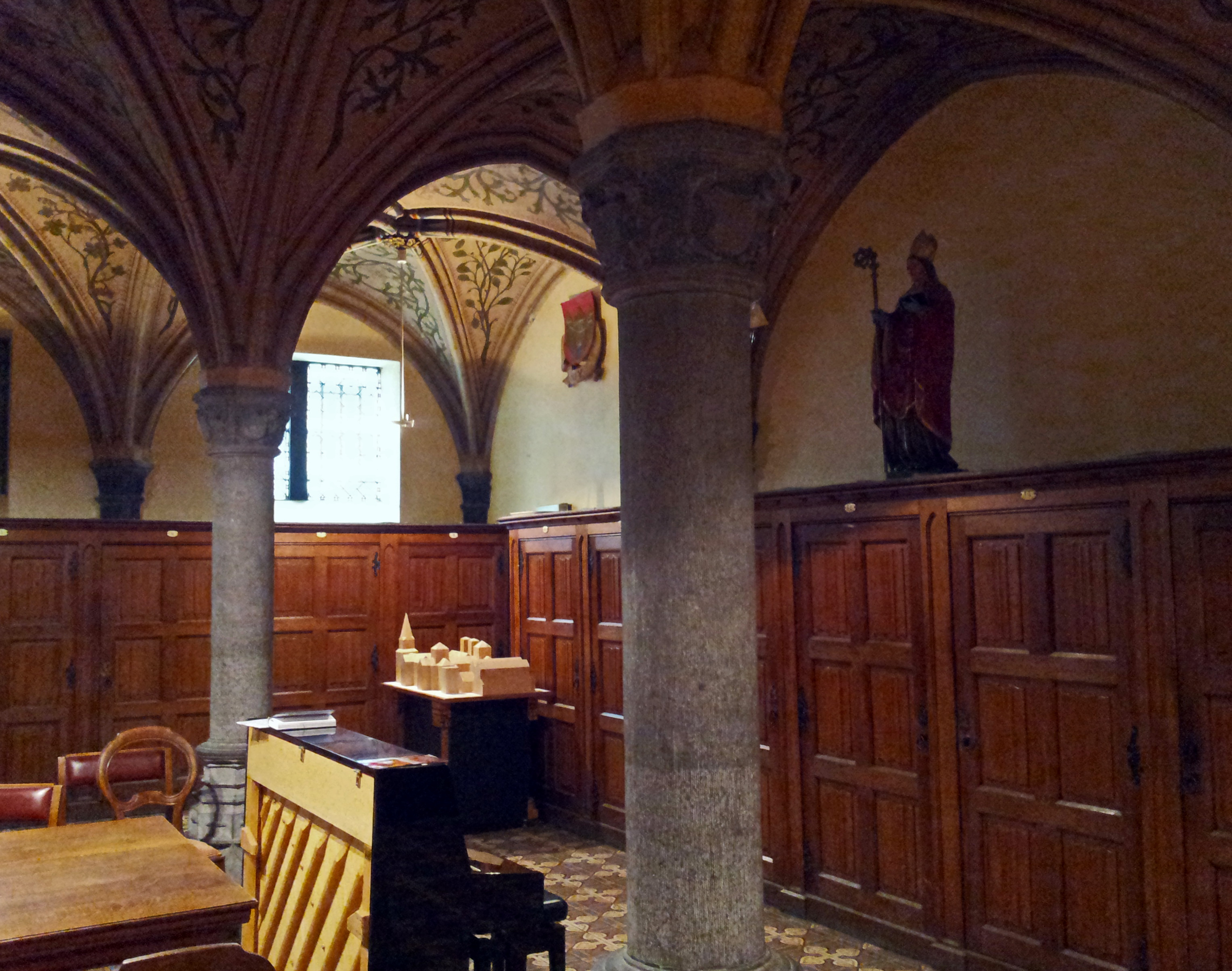
Kapittelzaal van het Sint-Pauluskapittel in Luik

De voornaamste taken van een seculier kanunnik bestaan uit het bijwonen van het koorgebed en het opdragen van missen aan de diverse altaren in de kapittelkerk. In het verleden hadden veel seculiere kanunniken, met name adellijke kanunniken aan grotere kapittels, geen (hogere) priesterwijding ontvangen. Ze lieten het gros van hun taken waarnemen door kapelaans, de zogenaamde 'kleine kanunniken', die daarvoor een vergoeding kregen. De kapelaans vormden een apart kapittel, het 'kleine kapittel' of 'kapittel van kapelaans'. Vergaderingen van het kapittel vonden plaats in de kapittelzaal.
Aan het hoofd van het kapittel staat een proost (praepositus) die door de bisschop wordt benoemd. De proost was in vroeger tijden een machtig man, belast met het beheer van de kapittelgoederen, vergelijkbaar met de landheer in een wereldlijke heerlijkheid. Hij werd geassisteerd door een of meerdere rijproosten. De geestelijke leiding van het kapittel is in handen van de deken (decanus). Er kunnen diverse andere functies onder de kanunniken te vergeven zijn, zoals het leidinggeven aan de kathedraal- of kapittelschool (scholaster), het beheren van de bibliotheek en/of scriptorium (bibliothecaris), het beheren van de kerkschat (custos of thesaurarius) en de muzikale opluistering van de missen (cantor, succentor). Veel componisten van de Franco-Vlaamse School (14e-16e eeuw) waren kanunnik aan een of ander kapittel.

## Seculiere kapittels in de Nederlanden

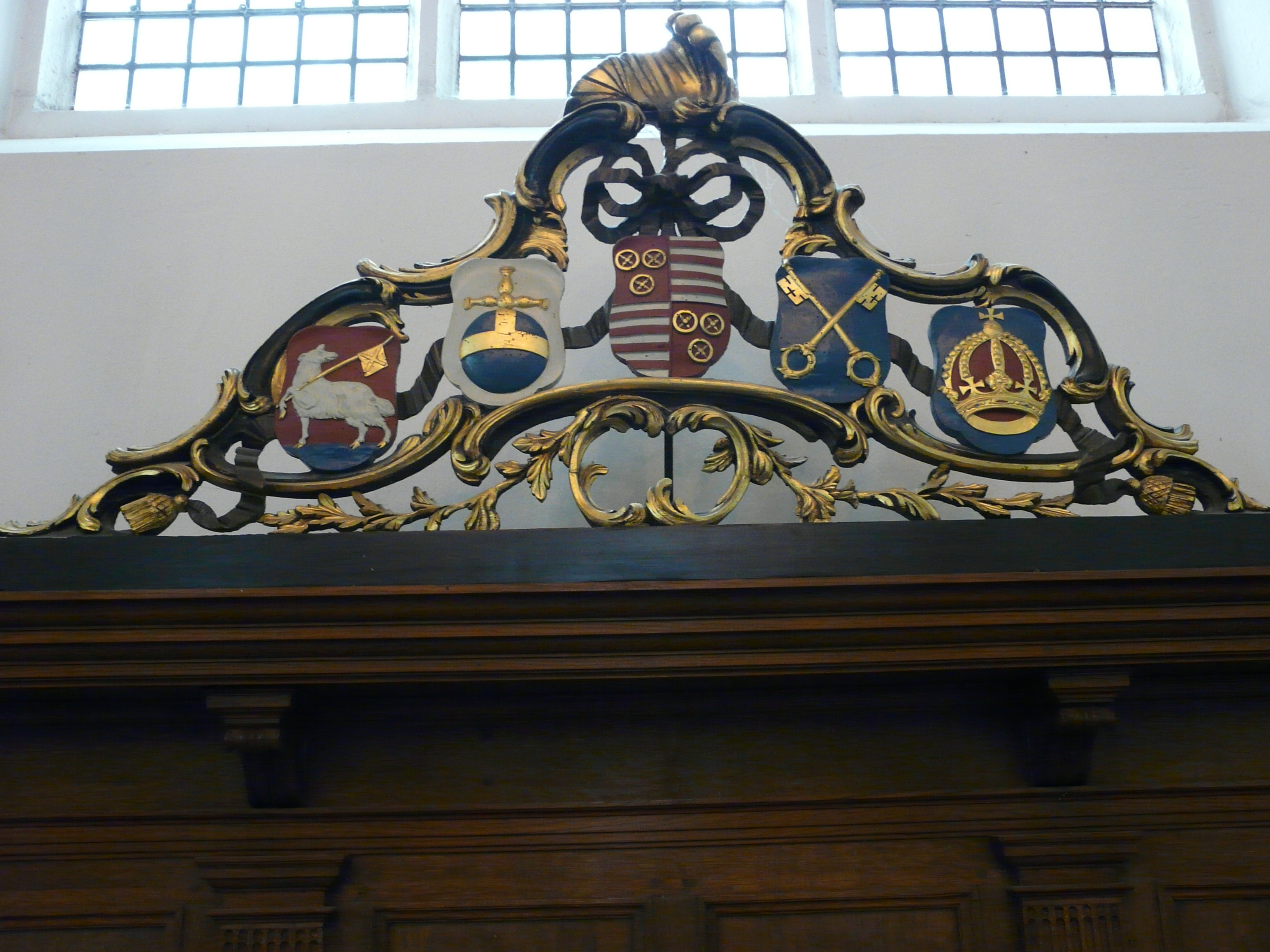
Wapenschilden van de vijf Utrechtse kapittels in de Klaaskerk

In de Noordelijke en Zuidelijke Nederlanden hebben in de loop der eeuwen meer dan 100 seculiere kapittels bestaan. De meeste werden na de komst van de Fransen aan het eind van de 18e eeuw opgeheven, of waren al eerder, tijdens de reformatie, opgeheven of omgevormd tot protestantse colleges. Enkele (kathedrale) kapittels werden begin 19e eeuw heropgericht en bestaan tot op de dag van vandaag.
Het belang van een kapittel tijdens het ancien régime werd bepaald door de omvang van de bezittingen (soms complete dorpen en landstreken), het aantal prebenden en de politieke invloed van de proost. De belangrijkste kapittels bevonden zich in de bisschopssteden Utrecht en Luik. Het domkapittel van Utrecht telde 40 prebenden; daarnaast waren er in de stad vier kleinere kapittels. Luik spande de kroon met acht kapittels met in totaal 270 prebenden, waarvan het kathedraal kapittel van Sint-Lambertus met 60 prebenden het grootste was. Ter vergelijking: het domkapittel van Keulen telde 72 prebenden. Daarnaast waren enkele machtige kapittels verbonden aan bedevaartkerken, zoals het kapittel van Sint-Servaas in Maastricht (36-40 prebenden) en het Sint-Donaaskapittel in Brugge (30-44 prebenden). De invloed van laatstgenoemde kapittels blijkt uit het feit dat de proosten van Sint-Servaas tevens het ambt van kanselier van het Heilige Roomse Rijk bekleedden (in de 12e eeuw) en die van Sint-Donaas tevens kanselier van Vlaanderen waren.
Onderstaande kapittels zijn per middeleeuws bisdom (indeling vóór 1559) gerangschikt, aangezien ze direct onder de bisschop ressorteerden. De lijst omvat het gebied van de Habsburgse Nederlanden, inclusief het prinsbisdom Luik. Van de kapittels die buiten de hedendaagse grenzen van Nederland en België waren gelegen, worden slechts de grenssteden genoemd, alsmede de hoofdplaats van het bisdom Kamerijk. Binnen de Nederlandse enclaves van de middeleeuwse bisdommen Osnabrück (de Groningse streek Westerwolde) en Münster (de Groninger Ommelanden en de Achterhoek) bevonden zich geen kapittels. Hetzelfde geldt voor de Belgische en Luxemburgse gebieden die tot 1840 tot het bisdom Trier behoorden. Wel moeten twee kapittels vermeld worden die hieronder ontbreken omdat ze in de middeleeuwen in het bisdom Keulen lagen. Nijmegen bezat tussen 1475 en 1591 een kapittel dat aan de Grote of Sint-Stevenskerk verbonden was en in Batenburg was van 1443 tot omstreeks 1600 een zestal kanunniken verbonden aan de Sint-Victorkerk. Voor de talloze 'buitenlandse' kapittels die in de Nederlanden belangrijke bezittingen hadden (o.a. Osnabrück, Xanten, diverse Keulse kapittels, Trier, Reims, enz.), zie elders.

### Seculiere kapittels in het middeleeuwsebisdom Utrecht[4]
In het middeleeuwse bisdom Utrecht is de grote concentratie van kapittels op de Zeeuwse Eilanden opmerkelijk, terwijl in belangrijke Hollandse steden als Amsterdam, Haarlem, Delft en Gouda geen kapittels bestonden.
| plaats                                           | kapittel                                                | stichtingsjaar | jaar van opheffing | aantal prebenden (max.) |
| ------------------------------------------------ | ------------------------------------------------------- | -------------- | ------------------ | ----------------------- |
| Abbenbroek                                       | Sint-Egidiuskapittel                                    | 1483           | ca 1572            | 12                      |
| Achterberg (Utrecht)                             | H. Drievuldigheidskapittel (Kasteel Ter Horst)          | 1347           | 1534               | 4                       |
| Amersfoort                                       | Sint-Joriskapittel                                      | 1337           | 1811               | 10                      |
| Arnhem (voor 1315 in Tiel)                       | Sint-Walburgiskapittel                                  | 1315           | ca. 1579           | 12                      |
| Arnhem                                           | Sint-Salvatorkapittel (Huis Hulkestein)                 | ca 1533        | 1539-1543          | ?                       |
| Brielle (voor 1317 in Munsterkerk, Groote Waard) | Sint-Catharijnekapittel                                 | 1300-1310      | 1572               | 13                      |
| Culemborg                                        | Sint-Barbarakapittel                                    | 1421           | ca 1578            | 8                       |
| Den Haag                                         | Onze-Lieve-Vrouwekapittel                               | 1367           | 1572               | 14                      |
| Deventer                                         | Sint-Lebuïnuskapittel (zie ook Proosdij (Deventer))     | ca 840         | 1591               | 20                      |
| Dokkum                                           | Sint-Bonifatiuskapittel                                 | ca 800         | 1170/75            | 12?                     |
| Dordrecht                                        | Onze-Lieve-Vrouwekapittel                               | 1367           | ca 1572            | 16                      |
| Egmond aan den Hoef                              | Sint-Catharinakapittel                                  | 1451           | ca 1573            | 8                       |
| Elst                                             | Sint-Werenfriduskapittel                                | ca 750         | 1585/88            | 8                       |
| Emmerik (D.)                                     | Sint-Martinuskapittel                                   | ca 800         | 1811               | 14                      |
| Geervliet                                        | Onze-Lieve-Vrouwekapittel                               | 1308           | 1571               | 15                      |
| Gorinchem                                        | Sint-Maartenskapittel                                   | 1378           | 1572               | 14                      |
| Haaften                                          | Sint-Jan-de-Doperkapittel                               | 1400           | ca 1572            | 8                       |
| Heusden                                          | Sint-Catharinakapittel                                  | 1355           | ca 1598            | 10                      |
| Hoch-Elten (D.)                                  | Sint-Vituskapittel                                      | voor 968       | 1811               | 12 (♀)                  |
| IJsselstein                                      | Sint-Nicolaaskapittel                                   | 1396           | 1577               | 8                       |
| Kapelle                                          | Onze-Lieve-Vrouwekapittel                               | 1503           | 1578               | 11                      |
| Leiden                                           | Sint-Pancraskapittel                                    | 1366           | 1574               | 25                      |
| Middelburg                                       | Sint-Pieterskapittel                                    | 1311           | 1574               | 14                      |
| Middelburg                                       | Sint-Maartenskapittel                                   | 1479           | 1574               | 8                       |
| Naaldwijk                                        | Sint-Adriaanskapittel                                   | 1307           | 1572               | 12                      |
| Nederhemert                                      | Sint-Servaaskapittel (Eilandkerk)                       | 1474           | 1572-1583          |                         |
| Nieuwerkerk                                      | Sint-Janskapittel                                       | 1499           | ca 1575            | ?                       |
| Oldenzaal                                        | Sint-Plechelmuskapittel                                 | 954            | ca 1639            | 16                      |
| Oostvoorne                                       | Sint-Pancratiuskapittel                                 | 1349           | 1572               | 8                       |
| Rossum                                           | Sint-Maartenskapittel                                   | 1438           | 1572-1599          | 8                       |
| Sint-Maartensdijk                                | Sint-Maartenskapittel                                   | 1428           | ca 1577            | 13                      |
| Stavoren                                         | Sint-Odulfuskapittel                                    | ca 900         | 1132               | 12                      |
| Steenwijk                                        | Sint-Clemenskapittel                                    | 1295           | 1592               | 6                       |
| Tiel (vanaf 1315 in Arnhem)                      | Sint-Maartenskapittel                                   | ca 950         | 1315               | 12                      |
| Utrecht                                          | Dom van Utrecht (zie ook Domproosdij van Utrecht)       | ca 800         | 1811               | 40                      |
| Utrecht                                          | Mariakapittel (zie ook Proosdij van Sint-Marie)         | 1076-1094      | 1811               | 30                      |
| Utrecht                                          | Sint-Salvatorkapittel (zie ook Proosdij van Oudmunster) | ca 800         | 1811               | 20                      |
| Utrecht                                          | Sint-Pieterskapittel (zie ook Proosdij van Sint-Pieter) | ca 1048        | 1811               | 30                      |
| Utrecht                                          | Sint-Janskapittel (zie ook Proosdij van Sint-Jan)       | ca 1050        | 1811               | 20                      |
| Veere                                            | Onze Lieve Vrouwekapittel                               | 1467-1469      | 1572               | 19                      |
| Veere (Zandenburg)                               | Onze-Lieve-Vrouwekapittel                               | 1484           | ca 1572            | 12                      |
| Weerselo                                         | Het Stift                                               | 1532           | 1795               | ? (♀)                   |
| West-Souburg                                     | Sint-Maartenskapittel                                   | 1457-1460      | 1574               | 9                       |
| Wijk bij Duurstede                               | Sint-Jan Baptistkapittel                                | 1365           | 1811               | 10                      |
| Zaltbommel                                       | Sint-Maartenskapittel                                   | 1303           | 1572               | 10                      |
| Zierikzee                                        | Sint-Lievenskapittel                                    | 1378           | 1573               | 18                      |
| Zutphen                                          | Sint-Walburgiskapittel                                  | voor 1059      | 1591               | 12                      |

### Seculiere kapittels in het middeleeuwsebisdom Terwaan
| plaats                 | kapittel                                                                  | stichtingsjaar | jaar van opheffing | aantal prebenden (max.) |
| ---------------------- | ------------------------------------------------------------------------- | -------------- | ------------------ | ----------------------- |
| Kassel (F.)            | Onze-Lieve-Vrouwekapittel                                                 | 1299-1301      | 1791               | 10                      |
| Kassel (F.)            | Sint-Pieterskapittel                                                      | 1070-80        | 1791               | 20                      |
| Lo                     | Sint-Pieterskapittel, na 1100 verder als regulier kapittel                | voor 1093      | 1100               | ?                       |
| Mesen                  | Onze-Lieve-Vrouwekapittel                                                 | voor 1065      | 1797?              | 12                      |
| Sint-Omaars (F.)       | Onze-Lieve-Vrouwekapittel, na 1560 kathedraalkapittel.                    | 901-922        | 1023-25            |                         |
| Sint-Winoksbergen (F.) | Sint-Maartens-en-Sint-Winokskapittel, na 1025 abdij van Sint-Winoksbergen | 901-922        | 1023-25            |                         |
| Veurne                 | kapittel van Onze Lieve Vrouw en Sint-Walburga                            | 879-926        | 1797               | 30                      |
| Voormezele             | Onze-Lieve-Vrouwekapittel (abdij van Voormezele)                          | 1069           | ca 1100            | ?                       |
| Waasten                | Sint-Pieterskapittel, na 1138 verder als regulier kapittel                | 1065-1087      | 1138               | 8                       |

### Seculiere kapittels in het middeleeuwsebisdom Doornik
| plaats                    | kapittel | stichtingsjaar | jaar van opheffing | aantal prebenden (max.) |
| ------------------------- | --- | -------------- | ------------------ | ----------------------- |
| Aalst                     | Sint-Martinuskapittel | ?              | 1795?              | ?                       |
| Aardenburg                | Mariakapittel | 1167           | ?                  | ?                       |
| Brugge                    | Onze-Lieve-Vrouwekapittel | 1091           | 1797               | 8                       |
| Brugge                    | Sint-Basiliuskapittel | voor 1372      | ?                  | 4                       |
| Brugge                    | Sint-Salvatorskapittel, in 1835 heropgericht                                                                                  | 1379-88        | 1797               | 3-5                     |
| Brugge                    | kapittel van Onze Lieve Vrouw en Sint-Donaas, daarna Sint-Donaaskapittel                                                      | 864-961        | 1560/1797          | 44?                     |
| Cysoing (F.)              | Sint Calixtuskapittel; in 1129 omgevormd tot regulier kapittel                                                                | 853-855        | 1129               | ?                       |
| Doornik                   | Onze-Lieve-Vrouwekapittel | ?              | ?                  | ?                       |
| Doornik                   | Sint-Martinuskapittel | ?              | ?                  | ?                       |
| Doornik                   | Sint-Medarduskapittel | ?              | ?                  | ?                       |
| Drongen (bij Gent)        | Onze-Lieve-Vrouwekapittel; vanaf 1138 verder als abdij van Drongen                                                            | 914-926        | 1138/46            | ?                       |
| Eine (bij Oudenaarde)     | Sint-Eligiuskapittel | 1175-1200      | 1797               | 8                       |
| Gent                      | Sint-Veerlekapittel | 944-46         | 1581               | 12                      |
| Gent                      | Sint-Baafskapittel; heropgericht                                                                                              | 16e eeuw       | 1797               | ?                       |
| Harelbeke                 | Sint-Salvatorkapittel | 1040-50        | 1797               | 13                      |
| Ieper                     | Sint-Maartenskapittel; na 1102 omgevormd in een regulier kapittel; in 1561 weer omgevormd naar seculier (kathedraal) kapittel | 1095-99        | 1797               | ?                       |
| Ieper                     | Sint-Pieterskapittel | 1073           | 1102               | ?                       |
| Kemzeke                   | onbekend kapittel (van de Sint-Jacobuskerk?)                                                                                  | 1117           | voor 1140          | ?                       |
| Komen (F.)                | Sint-Pieterskapittel | 11e eeuw       | 1791?              | 4-8                     |
| Kortrijk                  | Onze-Lieve-Vrouwekapittel | 1199-1201      | 1797               | 12-19                   |
| Lens (F.)                 | kapittel van Onze Lieve Vrouw en Sint-Vulganius                                                                               | 9e/10e eeuw    | 1791?              | ?                       |
| Middelburg                | Sint-Petrus-en-Pauluskapittel                                                                                                 | 1470           | ?                  | ?                       |
| Nevele                    | Sint-Mauritiuskapittel; na 1145 verder als priorij                                                                            | 1084           | 1144               | 6                       |
| Oudenburg                 | Onze-Lieve-Vrouwekapittel | 1001-1079      | 1079               | ?                       |
| Oudenburg                 | Sint-Pieterskapittel; in 1091 vermeld als abdij                                                                               | voor 1082      | na 1089            | ?                       |
| Petegem-aan-de-Schelde    | Sint-Maartenskapittel; na 1144 verder als klooster                                                                            | 1082           | 1144               | ?                       |
| Phalempin (F.)            | Sint-Christoffel- of Sint-Bartholomeüskapittel; in 1108 omgevormd tot regulier kapittel                                       | 1038-40        | 1108               | ?                       |
| Rijsel (F.)               | Sint-Pieterskapittel | 1040-50        | 1791               | 40                      |
| Saint-Amand-les-Eaux (F.) | Sint-Andreaskapittel, gevestigd in een kerk van de abdij van Saint-Amand                                                      | 996-1013       | 1201-10            | ?                       |
| Seclin (F.)               | Sint-Piatuskapittel | 988            | 1797               | 16-24                   |
| Torhout                   | Sint-Pieterskapittel | 1070-80        | 1797               | 8                       |
| Zonnebeke                 | Onze-Lieve-Vrouwekapittel (abdij van Zonnebeke)                                                                               | 1072           | 1142               | 7                       |

### Seculiere kapittels in het middeleeuwsebisdom Kamerijk
| plaats                  | kapittel | stichtingsjaar | jaar van opheffing | aantal prebenden (max.) |
| ----------------------- | --- | -------------- | ------------------ | ----------------------- |
| Aalst                   | Sint-Gorikskapittel, in 1495 overgeplaatst van Haaltert                                                           | 1495           | 1797               | 25                      |
| Anderlecht              | Sint-Pieterskapittel                                                                                              | 1076-78        | 1797               | 18                      |
| Antoing                 | Onze-Lieve-Vrouwekapittel                                                                                         | 999-1001       | 1797               | 14                      |
| Antwerpen               | Sint-Michielskapittel; vanaf 1124 verder als Sint-Michielsabdij; het kapittel verhuisde naar de latere kathedraal | 10e eeuw?      | 1124               | 12                      |
| Antwerpen               | Onze-Lieve-Vrouwkapittel, heropgericht in 1961                                                                    | 1124           | 1801               | 24                      |
| Antwerpen               | Sint-Jacobskapittel                                                                                               | 1656           | 1802               | ?                       |
| Bergen                  | Sint-Waltrudiskapittel                                                                                            | 1089-90        | 1793               | 10                      |
| Bergen                  | Sint-Germanuskapittel                                                                                             | 958-976        | 1797               | 14                      |
| Bergen                  | Sint-Pieterskapittel                                                                                              | 899            | 1089               | 10                      |
| Binche                  | Sint-Ursmaruskapittel; in 1409 verplaatst van Lobbes                                                              | 1409           | 1797               | 16                      |
| Bornem                  | Onze-Lieve-Vrouwekapittel; vanaf begin 12e eeuw abdij                                                             | 1055-84        | 1102?              | ?                       |
| Brussel                 | kapittel van Sint-Goedele en Sint-Michiel; in 1961 heropgericht als kathedraal kapittel                           | 1046-48        | 1797               | 12                      |
| Brussel                 | Sint-Jacobskapittel; na 1200 verder als regulier kapittel                                                         | 1182-84        | 1200               | ?                       |
| Condé-sur-l'Escaut (F.) | Onze-Lieve-Vrouwekapittel                                                                                         | 1019-21        | 1791               | 25                      |
| Dendermonde             | Onze-Lieve-Vrouwekapittel                                                                                         | 1101-08        | 1797               | 10                      |
| Haaltert                | Sint-Gorikskapittel; in 1495 overgeplaatst naar Aalst                                                             | 1046           | 1495               | 12                      |
| Herentals               | Sint-Waldetrudiskapittel                                                                                          | 1366           | 1797               | ?                       |
| Hoogstraten             | Sint-Catharinakapittel                                                                                            | 1523           | 1797?              | ?                       |
| Kamerijk (Cambrai, F.)  | Sint-Gorikskapittel (domkapittel)                                                                                 | 850            | 1791               | 48                      |
| Kamerijk (Cambrai, F.)  | Heilig-Kruiskapittel                                                                                              | 1070/71        | 1791               | 13                      |
| Leuze-en-Hainaut        | Sint-Pieterskapittel                                                                                              | 999-1001       | 1797               | 19                      |
| Liedekerke              | Sint-Niklaaskapittel                                                                                              | 1091           | 1797?              | ?                       |
| Lier                    | Sint-Gummaruskapittel                                                                                             | 1092           | 1797               | 10                      |
| Lobbes                  | Sint-Ursmaruskapittel; in 1409 verplaatst naar Binche                                                             | 973            | 1409               | 18                      |
| Maubeuge (F.)           | Sint-Quintinuskapittel                                                                                            | 911-950        | 1791               | 20                      |
| Mechelen                | Sint-Romboutskapittel; kathedraal kapittel vanaf 1560; in de 19e eeuw heropgericht                                | 999?           | 1797               | 13                      |
| Meerbeke                | Sint-Berlindekapittel                                                                                             | 1104-06        | 1797               | 3                       |
| Ninove                  | kapittel van de abdij van Ninove                                                                                  | 1114-1119      | 1797?              | ?                       |
| Ronse                   | Sint-Petrus-en-Pauluskapittel (later Sint-Hermeskapittel)                                                         | 949-951        | 1797               | 15                      |
| Saint-Ghislain          | Sint-Ghislenuskapittel; na 1431 verder als abdij                                                                  | 1429           | 1431               | 15                      |
| Turnhout                | Sint-Pieterskapittel                                                                                              | 1398           | 1797               | 13                      |
| Valenciennes (F.)       | Onze-Lieve-Vrouwekapittel                                                                                         | 1081/82        | 1791?              | ?                       |
| Valenciennes (F.)       | kapittel van Onze-Lieve-Vrouw van La Salle en Sint-Gorik                                                          | ?              | 1791?              | 16                      |
| Valenciennes (F.)       | Johannes-de-Doperkapittel; na 1142 verder als abdij                                                               | 979-995        | 1142               | 12                      |
| Zegelsem                | Sint-Ursmarus-en-Sint-Pieterskapittel (onzeker)                                                                   | ?              | voor 960           | 12                      |
| Zinnik (Soignies)       | Sint-Vincentiuskapittel                                                                                           | 899-901        | 1797               | 30                      |

### Seculiere kapittels in het middeleeuwsebisdom Luik
| plaats              | kapittel | stichtingsjaar | jaar van opheffing | aantal prebenden (max.) |
| ------------------- | --- | -------------- | ------------------ | ----------------------- |
| Aken (D.)           | domkapittel; in de 19e eeuw heropgericht? | 9e eeuw?       | 1794               | 40                      |
| Aken (D.)           | Sint-Adalbertskapittel | 1005           | 1794?              | ca. 20                  |
| Aldeneik/Maaseik    | Onze-Lieve-Vrouwekapittel; in 1571 verhuisd van de Sint-Annakerk naar de Sint-Catharinakerk                                                                                      | 10e eeuw       | 1797               | 12                      |
| Amay                | Sint-Joriskapittel | ?              | 1795?              | ?                       |
| Andenne             | Sint-Beggakapittel; in 1787 verplaatst naar Namen | 9e-12e eeuw    | 1797               | 30 ♀ en 10 ♂            |
| Bergen op Zoom      | Sint-Gertrudiskapittel | 1442           | 1586?              | ?                       |
| Borgloon            | Sint-Odulfuskapittel (zie ook Kanunnikenhuizen (Borgloon)) | voor 1027      | 1795?              | 12                      |
| Boxtel              | Sint-Petruskapittel | 1493           | 1648               | 9                       |
| Breda               | Onze-Lieve-Vrouwekapittel | 1303           | 17e eeuw?          | ?                       |
| Celles              | Sint-Hadelinuskapittel | voor 1000      | 1795?              | ?                       |
| Dinant              | Onze-Lieve-Vrouwekapittel | ?              | 1795?              | ?                       |
| Geertruidenberg     | Sint-Geertruidskapittel | 1310           | 17e eeuw?          | ?                       |
| Grave               | Sint-Elisabethkapittel | 1308           | 17e eeuw?          | ?                       |
| Heinsberg (D.)      | Sint-Gangulfuskapittel | 1128           | 1795?              | ?                       |
| Hilvarenbeek        | Sint-Petrus'-Bandenkapittel | 1157           | 17e eeuw?          | ?                       |
| Hoei                | Onze-Lieve-Vrouwekapittel | ?              | 1795?              | ?                       |
| Kortessem           | Sint-Pieterskapittel | 1225           | 1795?              | 6                       |
| Leuven              | Sint-Pieterskapittel | ?              | ?                  | ?                       |
| Luik                | Heilig Kruiskapittel | 10e-11e eeuw   | 1795?              | 30                      |
| Luik                | Sint-Bartolomeüskapittel | 10e-11e eeuw   | 1795?              | 30                      |
| Luik                | Sint-Dionysiuskapittel | 10e-11e eeuw   | 1795?              | 30                      |
| Luik                | Sint-Janskapittel | 10e-11e eeuw   | 1795?              | 30                      |
| Luik                | Sint-Lambertuskapittel | ca 978         | 1795               | 60                      |
| Luik                | Sint-Maartenskapittel | 10e-11e eeuw   | 1795?              | 30                      |
| Luik                | Sint-Pauluskapittel; in 1801(?) heropgericht als kathedraal kapittel | 10e-11e eeuw   | 1797?              | 30                      |
| Luik                | Sint-Pieterskapittel; in 1797 verhuisd naar Sint-Jacobskerk | 10e-11e eeuw   | 1797/1801          | 30                      |
| Maastricht          | Sint-Servaaskapittel | ca 850         | 1797               | 40                      |
| Maastricht          | Onze-Lieve-Vrouwekapittel | voor 1100      | 1797               | 18-20                   |
| Meerssen            | Sint-Bartholomeüskapittel; later Proosdij van Meerssen | 10e eeuw       | 12e eeuw           | ?                       |
| Munsterbilzen       | kapittel van de abdij van Munsterbilzen | 12e eeuw       | ca 1794            | ? (♀)                   |
| Nijvel              | Sint-Gertrudiskapittel | ?              | 1795?              | ?                       |
| Oirschot            | Sint-Petruskapittel | ?              | 17e eeuw?          | ?                       |
| Roermond            | Sint-Petruskapittel; vanaf 1559 kathedraal kapittel; in 1361 overgeplaatst uit Sint Odiliënberg; van 1361-1661 in de Heilige-Geestkapel, daarna in de Sint-Christoffelkathedraal | 1361           | ca 1795            | ?                       |
| Rutten              | Sint-Maartenskapittel | ?              | 1795?              | 6                       |
| Sint Odiliënberg    | Sint-Petruskapittel; in 1361 overgeplaatst naar Roermond | 11e-12e eeuw   | 1361               | ?                       |
| Sint-Oedenrode      | Sint-Odakapittel | ?              | 1648               | ?                       |
| Sint-Truiden        | Onze-Lieve-Vrouwekapittel | 1399           | 1795?              | 12                      |
| Sittard             | Sint-Petrus' Stoel van Antiochiëkapittel | 1299           | 1797?              | 12                      |
| Susteren            | San Salvatorkapittel van de abdij van Susteren | 12e-13e eeuw   | 1794/1802          | ? (♀)                   |
| Thorn               | Onze-Lieve-Vrouwekapittel van de abdij van Thorn | 11e eeuw       | 1797               | 20 ♀ en 4 ♂             |
| Tongeren            | Onze-Lieve-Vrouwekapittel (zie ook Kanunnikenhuizen (Tongeren)) | 9e eeuw        | ca 1795            | 20                      |
| Vireux-Molhain (F.) | Sint-Armelkapittel | 9e-10e eeuw?   | 1795?              | ?                       |
| Wassenberg (D.)     | Sint-Joriskapittel | 1108           | 1795?              | ?                       |
| Wezet (Visé)        | Sint-Hadelinuskapittel | ?              | 1795?              | 20                      |